# Précy-sous-Thil
Précy-sous-Thil je naselje in občina v francoskem departmaju Côte-d'Or regije Burgundije. Leta 2007 je naselje imelo 758 prebivalcev.

## Geografija
Kraj leži v pokrajini Burgundiji znotraj naravnega regijskega parka Morvan, 64 km zahodno od središča Dijona.

## Uprava
Précy-sous-Thil je sedež istoimenskega kantona, v katerega so poleg njegove vključene še občine Aisy-sous-Thil, Bierre-lès-Semur, Braux, Brianny, Clamerey, Dompierre-en-Morvan, Fontangy, Lacour-d'Arcenay, Marcigny-sous-Thil, Missery, Montigny-Saint-Barthélemy, Nan-sous-Thil, Noidan, Normier, Roilly, Thoste in Vic-sous-Thil z 2.782 prebivalci.
Kanton Précy-sous-Thil je sestavni del okrožja Montbard.